# N810 (België)
De Belgische N810 en de Franse D777 zijn een gewestweg in de Belgische provincies Luxemburg en Namen en een departmentsweg in het Franse departement Ardennes. De route verbindt Bouillon (N828) met Pussemange (N935), beide op Belgisch grondgebied waar het wegnummer N810 draagt. De route gaat een stukje door Frankrijk en draagt het wegnummer D777. De totale lengte van de route is ongeveer 21,5 kilometer, waarvan ongeveer 16,5 kilometer als N810 op Belgisch grondgebied is en ongeveer 5 kilometer op Frans grondgebied als D777.